# Himbas
 (juillet 2022).
 (septembre 2012).
Les Himbas sont un peuple autochtone bantou, principalement situés dans le Kaokoveld, au Nord de la Namibie. Ils sont également apparentés aux Héréros, un autre peuple autochtone bantou originaire de la Namibie, de l'Angola, du Botswana ainsi que de l'ensemble des territoires de l'Afrique australe.

## Ethnonymie
Selon les sources, on observe plusieurs variantes : Chimba, Cimba, Himbas, Luzimba, Ovahimba, Ovazemba, Ovazimba, Shimba, Simba, Tjimba, Vatwa, Zemba.

## Population
Quelque 10 000 Himbas vivent sur les 30 000 km2 du Kaokoland en Namibie ; environ 3 000 autres habitent sur la rive angolaise du fleuve Kunene qui fait office de frontière entre les deux pays sur près de 200 km. Comme toutes les frontières héritées de l'époque coloniale, celles de la Namibie respectent fort mal la répartition ethnique. Les peuples héréro, ovambo et bochiman sont également partagés entre cette ancienne colonie allemande (Sud-Ouest africain) et les États voisins : Angola, Botswana et Afrique du Sud.

## Histoire
Le peuple himba serait venu, selon ses récits, avec les Héréros aux XVe et XVIe siècles du Betschuanaland (le Botswana actuel). Ils ont vécu comme chasseurs et cueilleurs nomades dans le nord-ouest de la Namibie, dans le Kaokoland près du fleuve Kunene (entre l'Angola et les anciens homelands Owamboland et Damaraland). Les Himbas se sont néanmoins différenciés des Héréros entre autres par l'influence des missionnaires allemands sur les Héréros dans la mode et leurs conflits avec les Namas. Les missionnaires ont en effet appris la couture aux femmes héréros (les femmes des colons allemands voulaient éviter que leurs maris violent les Héréros en voyant leur poitrine). Celles-ci se vêtirent bientôt de longues robes et couvre-chefs de style victorien appelés Hererotracht. Les Héréros christianisés ont alors bien vite considéré les Himbas animistes comme inférieurs.
Au XIXe siècle, les Himbas sont pourchassés par l’armée coloniale allemande aux côtés des Héréros.

« Tous les Héréros doivent quitter le pays. S'ils ne le font pas, je les y forcerai avec mes grands canons. Tout Héréro découvert dans les limites du territoire allemand, armé comme désarmé, avec ou sans bétail, sera abattu. Je n'accepte ni femme ni enfant. Ils doivent partir ou mourir. Telle est ma décision pour le peuple héréro. »

— Lothar von Trotha, 2 octobre 1904
Les massacres font disparaître 80 % des Héréros et 50 % des Namas.
Après 1920, une réserve leur est assignée par l’Afrique du Sud, qui domine la Namibie pendant plus de 70 ans. Ils ne peuvent toutefois ni faire brouter leur bétail librement ni pratiquer de commerce. Les éleveurs de bétail sont ainsi ruinés.[réf. nécessaire] Leur réserve n’a même pas de gouvernement propre. Dans les années 1980, la sécheresse et la guerre font rage, et les Himbas doivent faire face à de grandes difficultés. Environ deux tiers de leur cheptel (autour de 130 000 têtes) décèdent. Beaucoup d'hommes sont forcés de s’engager dans l'armée sud-africaine et combattent contre les guérilleros de la SWAPO qui luttent pour l'indépendance de la Namibie. Avec la fin de la rébellion et l'indépendance de la Namibie, la pluie revient également, et les cheptels des Himbas augmentent à nouveau.
Les Himbas forment une ethnie, qui, comme l’ensemble des peuples Héréros, appartient au groupe linguistique bantou, un ensemble d’ethnies couvrant toute la partie australe de l’Afrique. Les bantous sont majoritairement agriculteurs, sédentaires et ont acquis la maîtrise du fer. Aux alentours du XVe et du XVIe siècles, le peuple himba aurait accompagné les Héréros lors de la traversée du fleuve Kunene, aujourd’hui fleuve frontière entre l’Angola et la Namibie. Les terres où ils arrivent sont déjà occupées, et ses habitants chassent les Héréros. La plupart d’entre eux poursuivent leur route jusqu’au centre de la Namibie. Seul un petit groupe décide de s’installer dans le Kaokoland, qui signifie « terre lointaine », ce sont les Himbas. Ces derniers sont contraints d’adopter un style de vie semi-nomade en raison des luttes continuelles. Au milieu du XIXe siècle, attaqués et dépourvus de troupeaux, ils se trouvent dans l’obligation de se replier en Angola. Pour survivre, ils pratiquent la chasse et la cueillette, occupation plutôt humiliante pour un peuple de pasteurs. De cette époque, ils tirent leur nom : « Himba » signifie « Les mendiants ». Les Himbas ne sont donc autres que des Héréros, réfugiés après avoir été chassés de leur territoire.

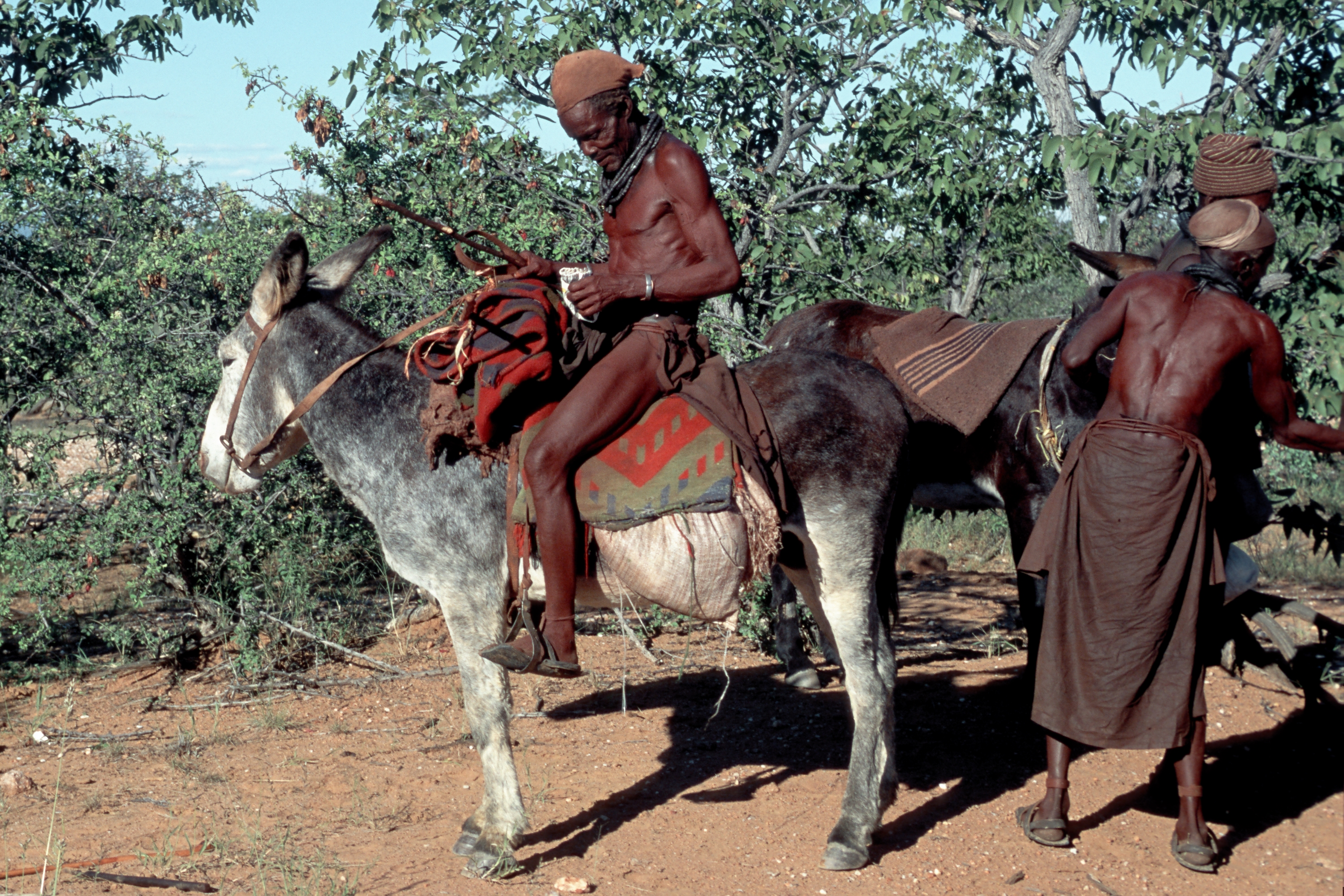
Bergers à dos d'âne

Dans les années 1920, avec la colonisation sud-africaine, les Himbas traversent à nouveau le fleuve Kunene, dans l’espoir de regagner leurs terres. Peu à peu, ils se reconstruisent et deviennent, dans les années 1970, les pasteurs les plus riches d’Afrique[réf. nécessaire]. Mais à nouveau, cela ne dure guère puisqu’en 1980, une terrible sécheresse et la guerre opposant l’armée sud-africaine aux indépendantistes de la « SWAPO », font que leur cheptel est à nouveau décimé.
Patients, les Himbas survivent grâce à l’aide alimentaire, ils reconstituent leurs troupeaux et reprennent leur vie nomade. Un bon nombre d’entre eux se sont sédentarisés au nord d’Opuwo, capitale du Kaokoland, où se situe la plupart des villages actuels, après le travail d’évangélisation effectué par les missionnaires blancs. Ces faits sont basés sur des récits et non sur des données prouvées.
Les Himbas seraient actuellement entre dix mille et quinze mille en Namibie. Ils vivent principalement de leur bétail et habitent dans des campements disséminés dans tout le Kaokoland avec leurs troupeaux de vaches et de chèvres. Mais ce chiffre reste, lui aussi, une incertitude. Étant donné leur grande mobilité, le recensement est difficile.

## Mode de vie

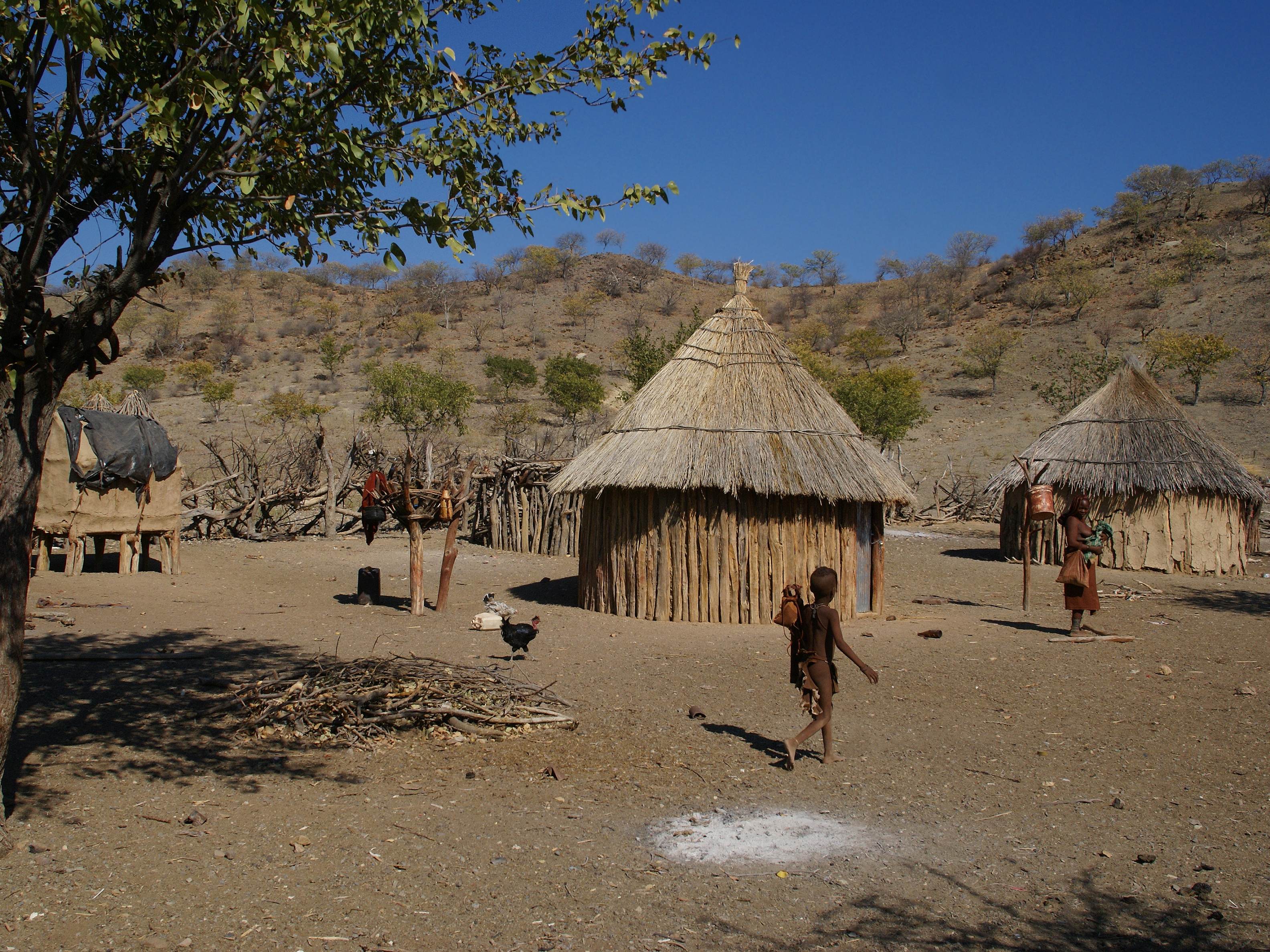
Village himba

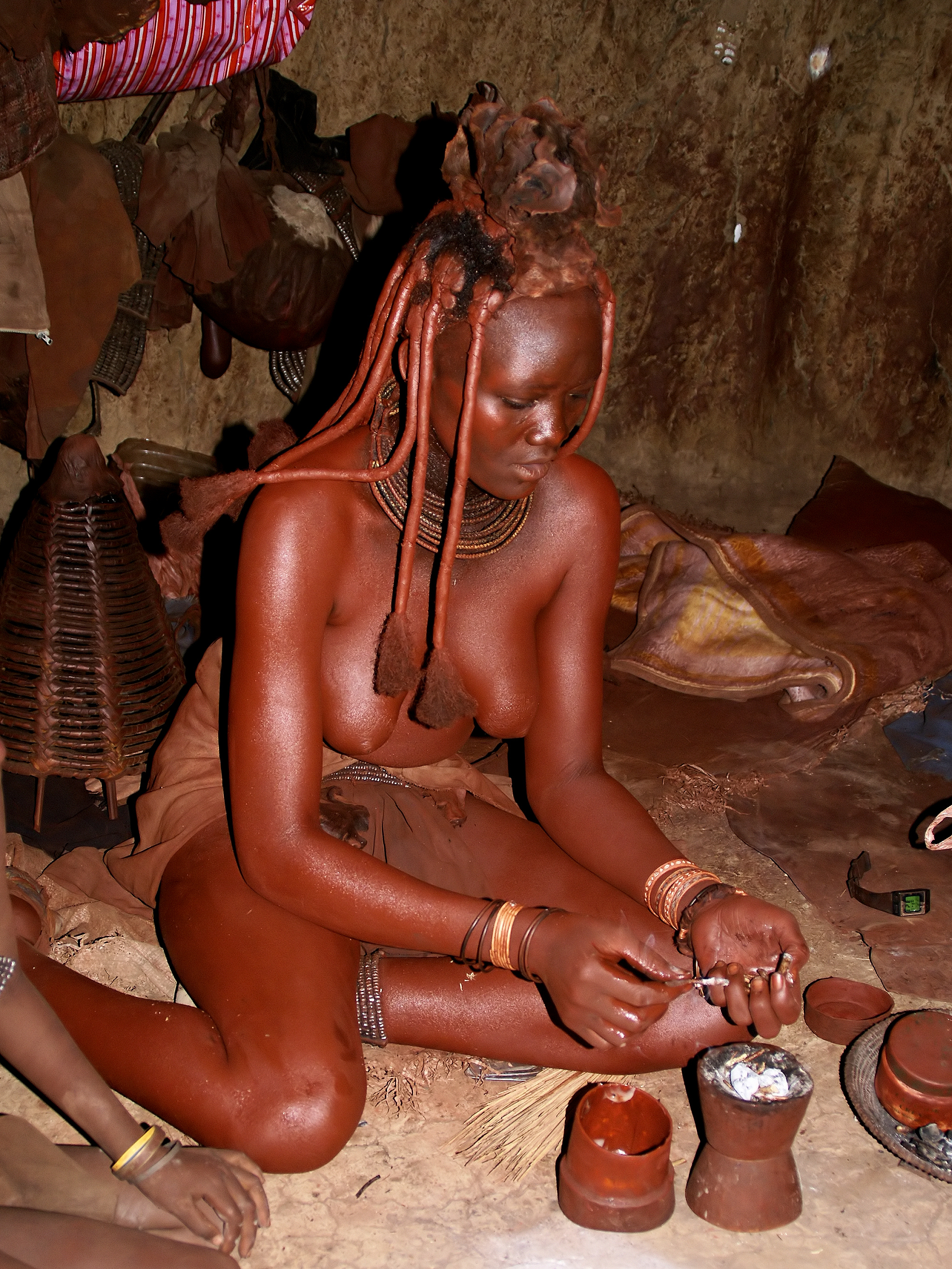
Femme himba préparant un déodorant à base de cendres d'herbes et résines aromatiques (nord d'Opuwo, Namibie)

Les Himbas se nourrissent de porridge de maïs non fermenté (farine de maïs dont le son est retiré, mélangée à de l'eau), de lait fermenté et de viande principalement. Même si les Himbas sont un peuple pastoral, un vrai repas est pour eux un repas avec de la viande, ce qui permet de leur apporter du fer. Le bétail des Himbas lèche des blocs de sel iodé. Cet iode se retrouve ensuite dans le lait.

## Culture
Traditionnellement les femmes himbas se teignent la peau en rouge avec une pommade réalisée à base de graisse de vache et de poudre d'ocre rouge. Cet onguent dont l'enduisage fait partie des critères de beauté féminins leur permet également de se protéger de l'ardeur du soleil, de la sécheresse de l'air et des insectes.
Leurs cheveux sont coiffés en tresses lisses et épaisses, enduites également de la même substance. Les hommes portent eux, après la circoncision une queue de cheval avec le reste du crâne rasé, qu'ils recouvrent après le mariage d'un bonnet en coton qui lui donne une forme effilée en une sorte de crochet très graphique.
Les Himbas, hommes et femmes, sont vêtus d’un simple pagne en cuir et se fabriquent des sandales avec des pneus de voitures.
Actuellement des collectivités s'organisent pour gérer le bétail et le tourisme qui peut représenter un revenu appréciable car de nombreux touristes viennent visiter les villages himbas. Il existe des écoles mobiles, dans lesquelles les enfants apprennent l'anglais. La culture himba a su garder son originalité en dépit des pressions extérieures et a une chance de survie à condition d'adopter des formes de développement durable.
Les maisons des Himbas ont une forme conique et sont fabriquées et réparées uniquement par les femmes avec des branches, de la terre grasse et des excréments de vache mélangés à du sable. Dans une famille, ce sont les enfants de la sœur qui héritent du bétail, alors que les enfants reçoivent le bétail de l'oncle maternel. Seuls le « troupeau sacré » et la responsabilité du feu sacré sont laissés au fils. Le feu ne doit jamais s'éteindre, puisqu'il maintient la relation entre les vivants et les morts.

### Les lumières de la ville
Les Himbas ont accepté de vivre sur un territoire dont personne ne voulait, le désert du Kaokoland. Jusqu'à une date récente ils ont su entretenir, maintenir et protéger leur mode de vie et leurs traditions. Mais devant l'afflux parfois non contrôlé de touristes, certains Himbas parmi les plus jeunes cèdent aujourd'hui aux tentations d'un monde qu'ils découvrent. On a ainsi vu certains jeunes vendre les bijoux et parures traditionnelles de leur famille contre de l'alcool ou des t-shirts apportés par des touristes.
Pour aider les Himbas à préserver leur culture, leurs traditions et se protéger des méfaits d'une modernité qui leur serait imposée, une association a vu le jour. Créée par Katjaimbia Tjambiru, une femme chef de tribu himba et Solenn Bardet, géographe et écrivain qui a partagé la vie des Himbas entre 1993 et 1996, l’association Kovahimba (loi de 1901 qui signifie « avec les Himbas ») s’est donné pour objectif d’aider ce peuple nomade de Namibie à protéger et à valoriser sa culture ancestrale, condition nécessaire pour sa reconnaissance, son développement et le respect de ses droits en Namibie et dans le monde.
Parmi les propositions faites par l'association, on trouve avant tout le maintien des conditions qui permettent l’élevage nomade, la création d'une organisation de maîtrise des flux touristiques, l’accompagnement du tourisme dont les Himbas devraient légitimement tirer bénéfice et enfin la représentation des Himbas dans les instances internationales.

« Ils sont à une phase de leur histoire très importante, car depuis quelques années ils se sont ouverts au monde et le monde, notamment occidental, est allé vers eux avec tout ce qu’un tel changement peut apporter de positif et de négatif. Cette situation récente a ouvert les yeux de certains, en a mis d’autres en péril. (...) C’est d’abord leur affaire. Les aider ou mieux les accompagner, n’a de sens que si c’est une réponse à leur demande dès lors qu’ils souhaitent que d’autres savoirs croisent les leurs. »

— Solenn Bardet

### Le barrage d'Epupa
Durant les années 1920 un projet de construction de barrage à Epupa, sur le fleuve Kunene qui fait la frontière entre la Namibie et l'Angola, a vu le jour. Après l'indépendance, la jeune Namibie souhaitait devenir énergétiquement indépendante et a relancé le projet. La réalisation du barrage inonderait près de 200 km2 des meilleurs terres de pâturage des Himbas et aurait des conséquences catastrophiques sur la faune et la flore locales. Le patrimoine culturel ancestral des Himbas est également menacé puisque près de 160 tombes himbas (de la plus haute importance dans leur culture) se situant sur les rives du fleuve Kunene se retrouveraient sous l'eau.
La cause des Himbas est aussi défendue par plusieurs ONG, qui mettent en avant d'autres arguments tels que l'augmentation de vecteurs de maladie comme le paludisme du fait de l'existence d'une nouvelle grande étendue d'eau, le contact entre travailleurs et Himbas pendant la durée des travaux qui pourrait conduire à la propagation du virus de l'immunodéficience humaine (VIH).
En 1997, le projet du barrage d'Epupa a été voté par le gouvernement, mais la reprise de la guerre en Angola, qui a parfois tendance à déborder sur le territoire namibien, ainsi que l'implication de la Namibie dans le conflit des Grands Lacs (voir Conflit d'Ituri), a donné d'autres priorités au pays. Officiellement, le projet du barrage d'Epupa est toujours à l'ordre du jour, mais reste en suspens depuis ce temps.

### Filmographie
- Wiping the Tears, film de Rina Sherman
- When Visitors Come, film de Rina Sherman
- (en) The Living knowledge archive : the foutain of stories, Namibia, film documentaire de Craig Matthew, Unesco, Paris, 2006, 103 min (DVD)
- Keep the Dance Alive, film de Rina Sherman
- Shake Your Brains Secoue ton cerveau, film de Rina Sherman
- Présentation de l'émission « Rendez-vous en Terre inconnue » diffusée le jeudi 31 août 2006 sur la chaîne de télévision France 2, tournée chez et avec des Himbas, avec la participation de Muriel Robin (nombreuses rediffusions).
- "Les Himbas font leur cinéma" "The Himbas are shooting", film de Solenn Bardet, sortie DVD 2012.